# John Lynch (attore)
John Lynch (Corrinshego, 26 dicembre 1961) è un attore britannico.

## Biografia
Nato a Corrinshego, nell'Irlanda del Nord, da padre nordirlandese e da madre italiana, Rosina Pavone, originaria di Trivento (in provincia di Campobasso), ha una sorella minore, Susan, anch'essa attrice. Compie i propri studi presso il St Colman's College, istituto cattolico di Newry, per poi trasferirsi a Londra per studiare recitazione al Royal Central School of Speech and Drama. Inizia la carriera di attore esordendo nel film Cal (1988), rappresentato al 37º Festival di Cannes e dove interpreta un terrorista dell IRA.
Nel 1993 è tra i protagonisti del film Nel nome del padre, film sul terrorismo in Irlanda del Nord e vincitore dell'Orso d'oro al Festival di Berlino, e nello stesso anno partecipa al film Il giardino segreto. Tra gli altri film, di cui molti aventi tema il terrorismo e le problematiche nordirlandesi, ha partecipato sia a commedie o a film di fantascienza. Diviene un personaggio conosciuto al grande pubblico per la sua interpretazione di Gerry in Sliding Doors (1998), accanto a Gwyneth Paltrow.
Nel 2000 è sia attore che sceneggiatore del film Best, dedicato alla leggenda del calcio inglese George Best e diretto dalla moglie Mary McGuckian. È anche regista, ha diretto nel 1998 il film Night Train e scrittore di narrativa, il primo libro Torn Water è stato pubblicato nel 2005, il secondo Falling out of Heaven nel 2010 da una casa editrice affiliata alla HarperCollins.

## Filmografia parziale

### Cinema
- Cal, regia di Pat O'Connor (1984)
- Hardware - Metallo letale (Hardware), regia di Richard Stanley (1990)
- Edoardo II (Edward II), regia di Derek Jarman (1991)
- L'uomo della stazione (The Railway Station Man), regia di Michael Whyte (1992)
- Il giardino segreto (The Secret Garden), regia di Agnieszka Holland (1993)
- Nel nome del padre (In the Name of the Father), regia di Jim Sheridan (1993)
- Il segreto dell'isola di Roan (The Secret of Roan Inish), regia di John Sayles (1994)
- Angel Baby, regia di Michael Rymer (1995)
- Niente di personale (Nothing Personal), regia di Thaddeus O'Sullivan (1995)
- La principessa degli intrighi (Princess Caraboo), regia di Michael Austin (1994)
- Una scelta d'amore (Some Mother's Son), regia di Terry George (1996)
- Moll Flanders, regia di Pen Densham (1996)
- Fra odio e amore (This Is the Sea), regia di Mary McGuckian (1997)
- Sliding Doors, regia di Peter Howitt (1998)
- The Quarry - La cava ((The Quarry), regia di Marion Hänsel (1998)
- Best, regia di Mary McGuckian (2002)
- Evelyn, regia di Bruce Beresford (2002)
- Cacciatore di alieni (Alien Hunter), regia di Ron Krauss (2003)
- Isolation - La fattoria del terrore (Isolation), regia di Billy O'Brien (2005)
- Lassie, regia di Charles Sturridge (2005)
- Holy Water, regia di Tom Reeve (2009)
- Five Day Shelter, regia di Ger Leonard (2010)
- Black Death - ...un viaggio all'inferno (Black Death), regia di Christopher Smith (2010)
- Möbius, regia di Éric Rochant (2013)
- Detour - Fuori controllo (Detour), regia di Christopher Smith (2016)
- Terre selvagge (Pilgrimage), regia di Brendan Muldowney (2017)
- Numéro une, regia di Tonie Marshall (2017)
- Paolo - Apostolo di Cristo (Paul, Apostle of Christ), regia di Andrew Hyatt (2018)
- Boys from County Hell, regia di Chris Baugh (2020)
- La dimora del male (The Banishing), regia di Christopher Smith (2020)
- Da domani mi alzo tardi, regia di Stefano Veneruso (2023)
- The Watchers - Loro ti guardano (The Watchers), regia di Ishana Night Shyamalan (2024)

### Televisione
- Chimera – miniserie TV, 4 puntate (1991)
- Le avventure del giovane Indiana Jones (The Young Indiana Jones Chronicles) – serie TV, episodio 2x12 (1993)
- Merlin – serie TV, episodi 2x13-5x12 (2009, 2012)
- Crossing Lines – serie TV, episodio 1x03 (2013)
- The Musketeers – serie TV, episodio 1x07 (2014)
- Killing Jesus – film TV, regia di Christopher Menaul (2015)
- The Fall - Caccia al serial killer (The Fall) – serie TV, 17 episodi (2013-2016)
- One of Us – miniserie TV, 4 puntate (2016)
- Shetland – serie TV, episodi 2x05-2x06 (2016)
- The Terror – serie TV, 5 episodi (2018)
- Tin Star – serie TV, 7 episodi (2019)
- I Medici - Nel nome della famiglia (Medici: The Magnificent) – serie TV, 3 episodi (2019)
- Harlots - serie TV, 1 episodio (2019)

## Doppiatori italiani
Nelle versioni in italiano delle opere in cui ha recitato, John Lynch è stato doppiato da:
- Pasquale Anselmo in Angel Baby, Best
- Luca Ward in Moll Flanders, Holy Water
- Gianluca Tusco in Sliding Doors, Killing Jesus
- Stefano Benassi in The Fall - Caccia al serial killer, Tin Star
- Fabio Boccanera in Fra odio e amore
- Massimo Lodolo ne Il giardino segreto
- Francesco Prando in Hardware - Metallo letale
- Alberto Caneva in Nel nome del padre
- Massimo De Ambrosis in Cacciatore di alieni
- Stefano De Sando in Isolation - La fattoria del terrore
- Francesco Pannofino in Merlin
- Roberto Draghetti in Detour - Fuori controllo
- Stefano Alessandroni in I Medici
- Oliviero Dinelli in The Terror
- Giovanni Esposito in Da domani mi alzo tardi
- Pino Ammendola in The Watchers - Loro ti guardano